# Manuel Uquillas
Manuel Antonio Uquillas (Guayaquil, 19 november 1968) is een voormalig Ecuadoraans profvoetballer, die speelde als aanvaller gedurende zijn carrière. Hij kwam onder meer uit voor Barcelona SC en CD Espoli.

## Interlandcarrière
Onder leiding van de Montenegrijnse bondscoach Dušan Drašković maakte Uquillas zijn debuut voor Ecuador op 19 juni 1991 in de vriendschappelijke wedstrijd tegen Chili, die eindigde in een 2-1-overwinning voor Ecuador door treffers van Juan Carlos Garay en José Guerrero. Ook verdedigers en Patricio Hurtado en José Higinio Rivera maakten in die wedstrijd hun debuut voor de nationale ploeg. Uquillas viel in dat duel in voor Robert Burbano. Hij kwam tot een totaal van zes interlands (nul doelpunten).
| Interlands van Manuel Uquillas | Interlands van Manuel Uquillas | Interlands van Manuel Uquillas | Interlands van Manuel Uquillas | Interlands van Manuel Uquillas | Interlands van Manuel Uquillas |
| №                              | Datum                          | Wedstrijd                      | Uitslag                        | Competitie                     | Goals                          |
| ------------------------------ | ------------------------------ | ------------------------------ | ------------------------------ | ------------------------------ | ------------------------------ |
| 1                              | 19 juni 1991                   | Ecuador – Chili                | 2 – 1                          | Vriendschappelijk              | 0                              |
| 2                              | 25 juni 1991                   | Ecuador – Peru                 | 2 – 2                          | Vriendschappelijk              | 0                              |
| 3                              | 30 juni 1991                   | Chili – Ecuador                | 3 – 1                          | Vriendschappelijk              | 0                              |
| 4                              | 7 juli 1991                    | Colombia – Ecuador             | 1 – 0                          | Copa América                   | 0                              |
| 5                              | 21 september 1994              | Ecuador – Peru                 | 0 – 0                          | Vriendschappelijk              | 0                              |
| 6                              | 30 juni 1996                   | Ecuador – Armenië              | 3 – 0                          | Vriendschappelijk              | 0                              |

## Erelijst
Barcelona SC
- Campeonato Ecuatoriano

1987, 1989, 1991, 1995, 1997
- Topscorer Campeonato Ecuatoriano

1995 (24 goals)
 Club Deportivo Espoli
- Topscorer Campeonato Ecuatoriano

1994 (25 goals)